# Хьюлитт, Глэдис
Глэдис Хьюлетт (англ. Gladys Hulette; 21 июля 1896 — 8 августа 1991) — американская актриса немого кино из Аркейда. Её карьера началась с раннего детства и продолжалась до середины 1930-х годов. Впервые выступила на сцене в возрасте трёх лет, а в кино дебютировала в возрасте семи лет. Её мать была оперной певицей, а сама Глэдис также была и художником.

## Ребёнок-актёр
4 октября 1907 года сыграла в постановке Сафо и Фаон , проходившей в Провиденсе, в штате Род-Айленд. Заменяла при случае Берту Калич в постановках Перси Маккея. В детстве также участвовала в постановках Ромео и Джульетта (1908) и Принцесса никотина (1909). В постановке Синяя птица играла роль чудо-дитя. Получила роль молодой Бет, в постановке Маленькие женщины по мотивам произведения Луизы Мэй Олкотт.

## Немые фильмы
В начале своей кинокарьеры снималась в фильмах производства Vitagraph Studios. Режиссёром фильмов с участием актрисы выступал Уильям Парк. Самым известным фильмом актрисы является «Улицы иллюзий» 1917 года, в котором она снялась вместе с Ричардом Бартелмессом и Дж. Х. Гилмором.
В том же 1917 году вышла замуж за сына режиссёра Уильяма Парка, — Уильяма Парка-младшего. В 1924 году они развелись.
Позже снялась в таких комедийных драмах как, Jack O' Hearts (1926) и A Bowery Cinderella (1927).

## Поздняя карьера
Свой дебют в звуковом кино она совершила, снявшись в фильме Яркая певица (1933). Последними фильмами в её карьере были: Её ценность (1933) и Девушка из Миссури, Час спустя, вышедшие на экраны в 1934 году. В 1948 году Глэдис вместе с бывшей коллегой по кино Грейс Декарлтон работала продавщицей билетов в Radio City Music Hall в Нью-Йорке. В начале 1980-х годов к ней с визитом приходил историк кино Уолтер Коппидж. В то время она проживала в доме для престарелых Роузмиде. Коппидж описывал: «Тем не менее, её глаза светлые, её фигура эластичной, её цвет лица розовый и изящные. Она по-прежнему любезна и признательна доброте. Это тем более даёт гарантию того, что она не будет забыта до тех пор, пока люди смотрят фильмы с её участием».
Скончалась в Монтебелло, в штате Калифорния в 1991 году, в возрасте 95 лет.

## Фильмография
Полную фильмографию см. в английском разделе.